# Moški, ki imajo spolne odnose z moškimi
Moški, ki imajo spolne odnose z moškimi (MSM), so osebe moškega spola, ki se spolno udejstvujejo s pripadniki istega spola, in to ne glede na svojo identiteto; veliko takšnih moških se spolno ne opredeljuje za geje, homoseksualce ali biseksualce.

Izraz so skovali leta 1990 epidemiologi za namene raziskav širjenja bolezni med moškimi, ki imajo spolne odnose z moškimi, ne glede na identiteto. Izraz MSM se pogosto uporablja v medicinski literaturi in družbenih raziskavah za opis takih moških kot širšo skupino brez upoštevanja težav s samoopredelitvijo.